# Gnathothlibus meeki
Gnathothlibus meeki är en fjärilsart som beskrevs av Rothschild 1907. Gnathothlibus meeki ingår i släktet Gnathothlibus och familjen svärmare. Inga underarter finns listade i Catalogue of Life.